# Michael Blöth
Michael Blöth (* 5. August 1906 in Fürth, Bayern; † 13. März 1934 in Berlin) war ein deutscher Antifaschist und Mitglied der KPD.

## Leben
Michael Blöth wurde als siebentes Kind in einer Proletarierfamilie geboren, die politisch sehr aktiv war. Der Vater, Johann Blöth war Glaspolierer, Sozialdemokrat und bei seinem Tode Gewerkschaftsangestellter des Glasarbeiterverbandes, der größten Einzelgewerkschaft in Fürth.
Ab dem 2. September 1912 besuchte Michael die Volksschule, die er am 14. Juni 1920 mit dem Prädikat „gut“ abschloss. Anschließend begann er eine  Lehre als Schreiner. 1925 verstarb sein Vater und 1927 seine Mutter. Etwa 1925 wurde er Mitglied des Kommunistischen Jugendverbandes Deutschlands (KJVD). dort  lernte er seine spätere Frau Wally Köhlein aus Nürnberg kennen Am 7. Januar 1928 erfolgte die Hochzeit in Nürnberg und er zog in die Wohnung seiner Schwiegereltern in die Denisstraße, wo auch seine Frau wohnte. Im März 1928 kam das erste Kind, Stephan, zur Welt.
Michael und seine Frau wurden 1929 Mitglied der KPD. Während seine Frau in der Kinderbewegung tätig war, widmete sich Michael der politischen  Tätigkeit im Stadtbezirk Gostenhof – einem Arbeiterviertel.
Am 20. November 1931 kam das zweite Kind, Heinz, zur Welt. Einige Tage vor der Geburt wurde Blöth verhaftet und in das U-Gefängnis eingeliefert, aber am Tag der Geburt seines Sohnes entlassen. Ein Jahr später verließ Blöth Nürnberg, um in die Sowjetunion zu reisen. Er hatte einen zähen Wahlkampf hinter sich. In der SU besuchte Michael Blöth den fünften Lehrgang für einen Einsatz im AM-Apparat der KPD. (Die Bezeichnung AM war die Abkürzung für Abteilung Militärpolitik).
In Deutschland war im Januar 1933 die nationalsozialistische Diktatur errichtet worden und die Brüder von Michael Blöth, Hans und Sepp, sowie der Bruder seiner Frau, Albert, saßen im KZ Dachau. Im Sommer 1933 kehrten Michael Blöth und die andern Kursteilnehmer nach Deutschland zurück, um die entstandenen Lücken zu schließen. Besondere Sorgen machte sich die Parteileitung der KPD um die immer komplizierter werdende Anleitung der Bezirke. Es wurde deshalb beschlossen, die Anleitung der Bezirke zu verbessern und so wurden Oberbezirke gebildet. Von den Kursanten wurden dazu Langowski und Michael Blöth vorgesehen. Letzterer erhielt den Decknamen Robert.
Durch Verrat war es der Gestapo gelungen in den AM-Apparat einzudringen. Michael Blöth wurde am 13. März 1934 um 7.30 Uhr in Berlin verhaftet und verstarb dort.